# Maria do Socorro Gomes Coelho

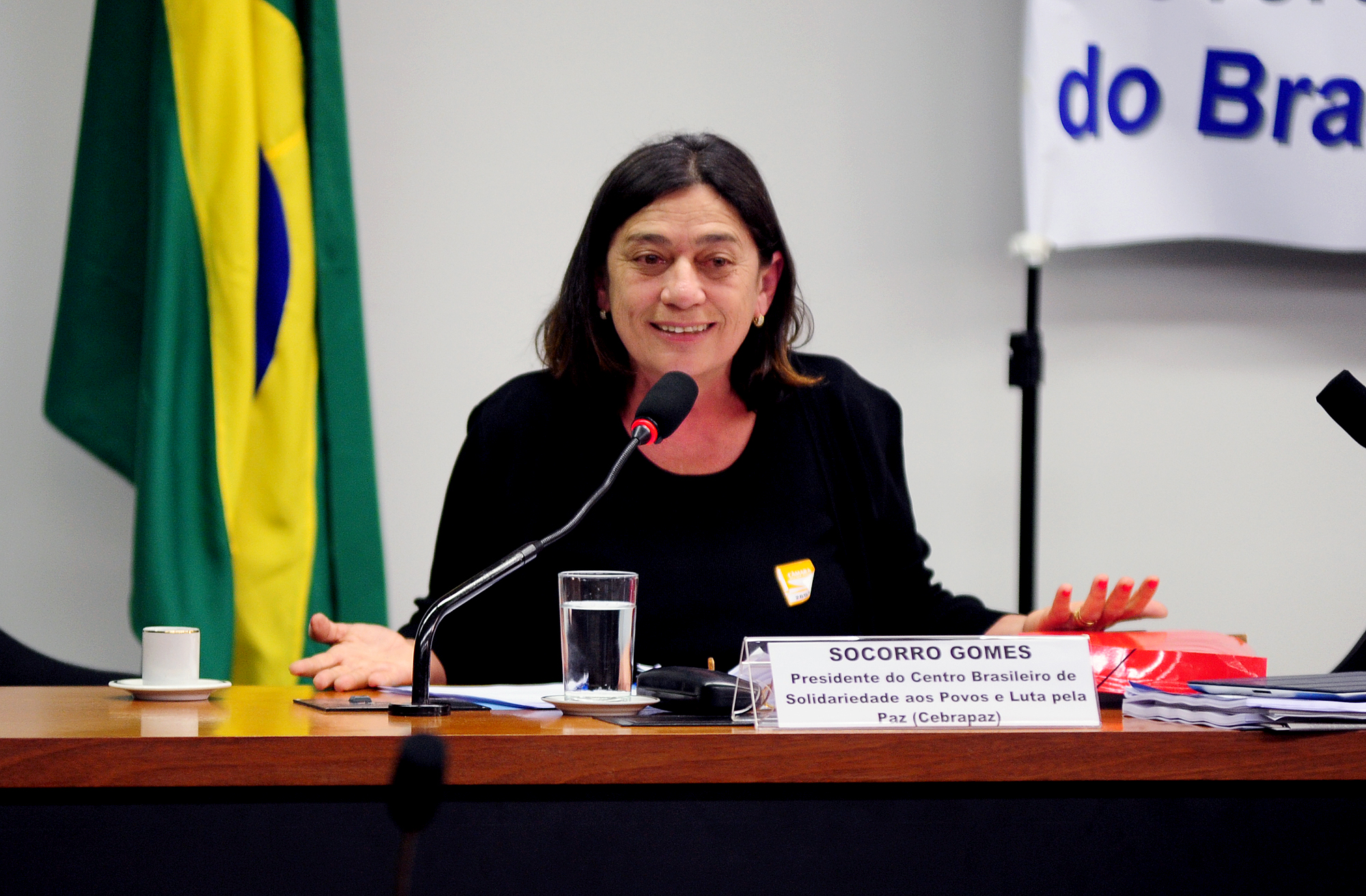
Maria do Socorro Gomes Coelho (2012)

Maria do Socorro Gomes Coelho, bekannt als Socorro Gomes, (* 12. Januar 1950 in Cristalândia) ist eine brasilianische Politikerin.
Socorro Gomes wurde 1982 zur Stadträtin von Belém gewählt und 1988 für den Partido Comunista do Brasil (PCdoB) wiedergewählt. Bei den Wahlen in Brasilien 1990 wurde sie zur Bundesabgeordneten für Pará in die Abgeordnetenkammer mit der hohen Stimmenzahl von 60.317 gewählt. Im Jahr 1992 kandidierte sie für den PCdoB für das Amt des Bürgermeisters von Belém und unterlag im zweiten Wahlgang Hélio Gueiros des Partido da Frente Liberal. Als Bundesabgeordnete wurde sie 1994 mit 22.252 oder 2,13 % der gültigen Stimmen wiedergewählt, bei den Wahlen von 2006 erhielt sie als Kandidatin für das Amt der Abgeordneten 53.963 Stimmen, wurde als Stellvertreterin gewählt und verließ im Oktober 2007 das Parlament, um Ministerin für Justiz und Menschenrechte in der Landesregierung der Gouverneurin Ana Júlia Carepa zu werden. 2004 und 2005 war sie außerdem Superintendentin für Arbeit in Pará und Präsidentin von Cebrapaz (Brasilianisches Zentrum für Solidarität und Kampf für Frieden). Von 2008 bis 2022 war sie Präsidentin des Weltfriedensrates.